# 日田盆地

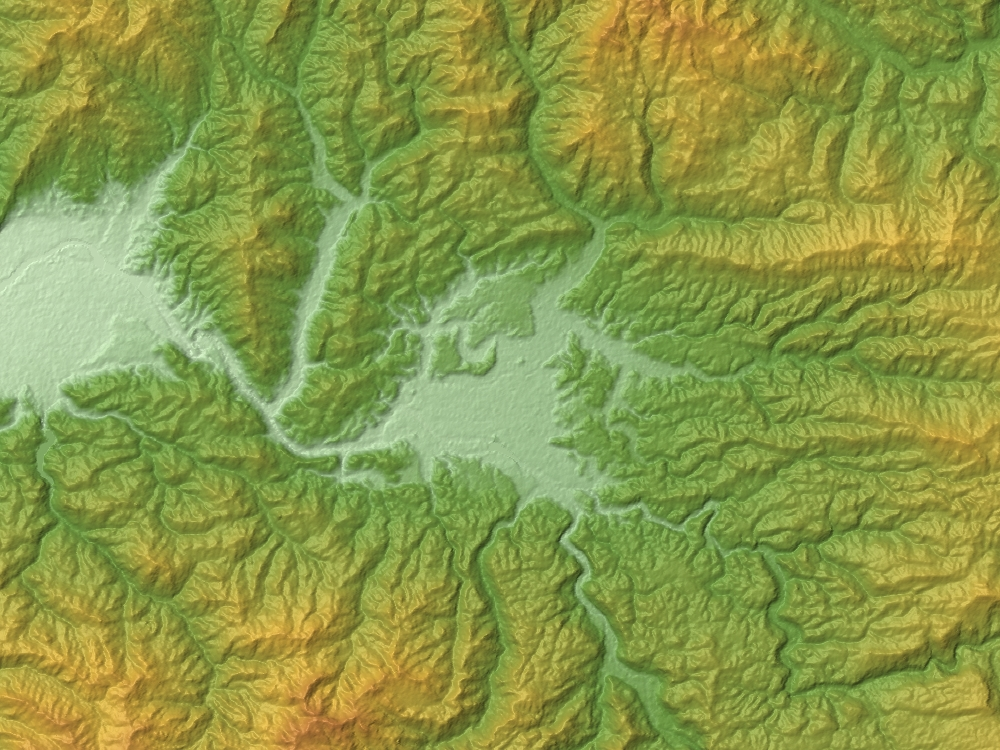
日田盆地の地形図

日田盆地（ひたぼんち）は、大分県日田市にある盆地。耶馬日田英彦山国定公園に含まれ、日本二十五勝に選定されている。

## 概要
大分県と福岡県の県境近くの内陸部に位置し、周囲を1,000m級の山々に囲まれている。中心部を筑後川の上流域にあたる三隈川が流れており、九重連山、阿蘇山系に発する玖珠川、大山川をはじめ、花月川、高瀬川、串川といった多くの支流が、この盆地で三隈川に合流する。日田市内の河川は、上流域にあるものの、水量が豊かで河岸も広いことが特徴で、その河川の多さとも相まって、日田盆地は「水郷」（すいきょう）と呼ばれる。
日田盆地は、すり鉢状で空気が滞留しやすく、気温の日較差が大きい上、多くの川が流れているため、秋から初冬にかけては底霧と呼ばれる深い霧が発生し、午前遅くまで残る。また、気温の年較差も大きく、夏は暑く、冬は寒い。しばしば、全国ニュースでもその日の国内での最高気温が記録されたことが報道される。